# Щепотьев, Михаил Иванович
Михаи́л Ива́нович Щепо́тьев, Михайла Иванов сын Щепотев (? — 12 октября 1706) — сержант Бомбардирской роты лейб-гвардии Преображенского полка, сподвижник и личный порученец Петра І.

## Биография
40 стрельцов, 8 певчих (бомбардиров), двух карлов и 10 потешных с трубачом входил в элитную «сотню» свиты царя, совершившего в 1693 году первый рейд к Белому морю
В 1702 году руководил строительством Осударевой дороги. В 1703 году командовал буером «Бир-Драгер» во время перехода его с Олонецкой верфи к Санкт-Петербургу. В 1705 году находился в Воронеже.
Во время Астраханского казачьего бунта, для усмирения которого был послан фельдмаршал Борис Петрович Шереметев, Щепотьев был отправлен к нему для личного надзора, поскольку Пётр I был недоволен действиями фельдмаршала. В указе царя значилось: «что он (то есть Щепотьев) вам будет доносить, извольте чинить».
В октябре 1706 года Пётром I после неудачной попытки овладеть Выборгом было решено организовать поиск и захват шведских купеческих судов. Поисковую группу из бомбардира Дубасова, флаг-унтер-офицеров Скворцова и Сенявина и 48 рядовых, размещенных в 5 лодках возглавил Михаил Щепотьев. Ночью 12 октября группа Щепотьева, размещённая в пяти лодках, вышла в Выборгский залив. В темноте она наткнулась на два шведских бота, шедших в Выборг. Боты имели по сто с лишним человек команды и по четыре пушки. Первое столкновение произошло с ботом «Эсперн», имевшим 4 орудия, 5 офицеров и 108 рядовых. Щепотьев со своими гренадерами пошёл на абордаж «Эсперна»: часть команды была перебита, часть пленена и загнана в трюм. На шум боя поспешило второе шведское судно, но атака его была отбита огнём захваченных русскими пушек с «Эсперна». Оставшиеся в живых гренадеры ушли от преследования и привели к русскому лагерю бот «Эсперн».
Потери шведов составили 77 человек убитыми (все офицеры и 73 нижних чина) и 26 — пленными. Были взяты трофеи: 4 пушки, 57 фузей, 53 шпаги.
От русской поисковой группы осталось в живых 18 человек, в том числе 6 раненых. В этом бою погиб командир группы Михаил Щепотьев.
Все оставшиеся в живых участники боя были произведены Петром I в офицеры. Убитые были преданы земле в Санкт-Петербурге с офицерскими почестями: «с пушечной пальбой и мелким оружием» в сопровождении батальона войск.